# Arthur (série télévisée d'animation, 1996)
Pour les articles homonymes, voir Arthur.
 (mars 2016).
Arthur est une série télévisée d'animation américano-canadienne, basée sur Les Aventures d'Arthur de Marc Brown et diffusée entre le 7 octobre 1996 et le 21 février 2022 sur le réseau PBS.
Elle a été diffusée au Québec à partir du 11 janvier 1997 sur Radio-Canada puis sur TFO et en France à partir du 11 janvier 1997 sur France 2 dans l'émission La Planète de Donkey Kong, puis sur France 3 dans l'émission Les Minikeums, France 5 dans les émissions Debout les Zouzous et Midi les Zouzous en 2004, Canal J et TiJi. La série a également été diffusée sur Nickelodeon en 2006.

## Synopsis
L'histoire se déroule dans la ville fictive américaine Elwood City, elle se concentre sur l'éducation, la vie sociale et culturelle d'Arthur, de sa famille et de ses amis. Le personnage principal est Arthur Timothée Read, c'est un oryctérope âgé de 8 ans, il est en troisième année (CE2) à l'école élémentaire de Lakewood dans la classe de M. Ratburn. Son meilleur ami est Buster Baxter, ils se connaissent depuis la maternelle. Arthur a aussi plein d'autres amis avec qui il vit beaucoup d'aventures. Il vit dans une maison avec sa famille composée de son père David âgé de 40 ans qui travaille comme chef cuisinier, de sa mère Jane âgée de 36 ans qui est comptable, de ses deux sœurs cadettes, Diminou âgée de 5 ans elle est en maternelle de Lakewood dans la classe de Ms Morgan. Sa meilleure amie est Émilie (et qui adore embêter Arthur), et Kate âgée de 1 an, qui est encore un bébé. Arthur a un chien, Pal. D'autres personnes de sa famille interviennent selon les épisodes. Chaque personnage intervenant dans l'histoire tient un rôle qui influence les événements.

## Fiche technique
- Titre original : Arthur
- Création : Marc Brown
- Réalisation : Greg Bailey
- Scénarios : Marc Brown (supervision)
- Musique: Ray Fabi
- Musique thème: Judy Henderson et Jerry de Villiers Jr.
  - Générique : Believe in Yourself de Ziggy Marley and the Melody Makers
- Production : Marc Brown, Greg Bailey, Ronald A. Weinberg, Cassandra Schafhausen, Jacqui Deegan, Tolon Brown, Lesley Taylor…
- Sociétés de production : WGBH, CINAR (saisons 1 à 8), Cookie Jar Entertainment (saisons 9 à 15), 9 Story Entertainment (saisons 16 à 17), DHX Media (saisons 16 à 22), 9 Story Media Group (saisons 18 à 19), Oasis Animation (saisons 20 à 25), WildBrain (saisons 23 à 25)
- Sociétés de distribution : PBS (États-Unis)
- Pays d'origine :  Canada,  États-Unis
- Langue : anglais
- Format : Couleurs - 4/3 (saisons 1 à 11) - 16/9 (saisons 12 à 25) - son stéréo (saison 1) - Dolby Surround (saisons 2 à 10) - Dolby Digital (saisons 11 à 25)
- Genre : animation (traditionnelle (saisons 1 à 15) (cel (saisons 1 à 3) - encre et peinture numériques (saisons 4 à 15)) - éclat (saisons 16 à 25) (Flash d'Adobe (saisons 16 à 19) - Toon Boom Harmonie (saisons 20 à 25)), Prises de vues réelles ; Des gamins ; Éducatif ; Séries
- Nombre d'épisodes : 243 (25 saisons)
- Durée : 14 minutes (segments réguliers) (saisons 1-25), 28 minutes (2 segments de 13 minutes) (saisons 1-25), 28 minutes (épisodes spéciaux) (saisons 7-24)
- Dates de première diffusion :
  - États-Unis : 7 octobre 1996
  - France : 11 janvier 1997

## Distribution

### Saisons 1 à 6
- Lawrence Arcouette[1] (saisons 1-3) puis Kim Jalabert (saisons 4-6) : Arthur Read (en)
- Violette Chauveau[1] : Diminou Read
- Antoine Durand[1] : Binky Barnes
- Nathalie Coupal[1] : Jane Read
- Sophie Léger[1] : Buster Baxter
- Julie Burroughs[1] : Molly Crosswire
- Yolande Roy[1] : Grand-mère Laura
- Hugolin Chevrette-Landesque : Lumière
- Mario Desmarais : Nigel Ratburn
- Gilbert Lachance : David Read
- François Sasseville : Ed Crosswire
- Claudia-Laurie Corbeil : Francine Frensky
- Camille Cyr-Desmarais : Suzie Armstrong
- Johanne Garneau
- Sébastien Reding
- Aline Pinsonneault : Prunelle Deegan
- Christine Seguin : Flo Walters
- Yves Massicotte : Grand-père Octave Dave
- Natalie Hamel-Roy
- Luck Mervil : chanteur du générique
Version française
  - Studio d'enregistrement : CINAR
  - Direction artistique : Claudie Verdant, Claudine Chatel, Alain Zouvi, Lisette Dufour, Marie-Andrée Corneille (dialogues), Daniel Scott (chansons)
  - Adaptation : Christine Boivinneau

 Source et légende : version québécoise (VQ) sur Doublage.qc.ca

### Saisons 7 à 15
- Vincent de Boüard : Arthur Read (en)
- Sabrina Leurquin : Diminou Read
- François Creton : David Read, Georges
- Coco Noël : Binky Barnes, Jane Read, Catherine Frensky
- Olivier Korol : Buster Baxter
- Olivia Dutron : Molly Crosswire et Mme Barnes
- Christine Paris : Lumière, Grand-mère Laura, Émilie
- Frédérique Marlot : Francine Frensky
- Yann Pichon : Oliver Frensky
- Brigitte Guedj : Dolly Franskey
- Cathy Cerda : Leah Margaret
- Pascal Germain : Henry
- Philippe Roullier : Nigel Ratburn
- Bérangère Jean : Suzie Armstrong, Flo Walters, Prunelle Deegan et Timmy Tibble
- Dolly Vanden : voix additionnelles 
Version française
  - Studio d'enregistrement : Chinkel
  - Direction artistique : Philippe Roullier
  - Adaptation : Hélène Castets, Christian Niemec

### Saisons 16 à 25
- Émilie Guillaume : Arthur Read
- Sophie Frison : Diminou Read
- Tony Beck : Binky Barnes
- Mélanie Dermont : Francine Frensky
- Maia Baran : Molly Crosswire
- Elsa Poisot : Dolly
- Pierre Bodson : Waldo
- Claire Tefnin : Ladonna
- Robert Guilmard : Francis Haney
- Delphine Moriau : Buster Baxter
- Alessandro Bevilacqua : Nigel Ratburn
- Nathalie Hons : Lumière
- Marielle Ostrowski : Suzie Armstrong
- Alexandra Corréa : Prunelle Deegan
- Sophie Landresse : Jane Read
- Bernadette Mouzon : Grand-mère Laura
- Martin Spinhayer : Ed Crosswire
- Valérie Lemaitre : George
- Mathieu Moreau : Oliver Frensky
- Carole Baillien : Nadine
- Olivier Cuvellier : David Read
- Véronique Biefnot : Kate Read
- Steve Driesen : Pal
- Fanny Roy : Emily Leduc
Version française
  - Studio d'enregistrement : SDI Media Belgium (saisons 16 à 23), Iyuno-SDI Group (saisons 24 à 25)
  - Direction artistique : Marie-Line Landerwyn
  - Adaptation : Sophie Servais

## Épisodes

### Épisodes spéciaux
- épisode 100 : Pour fêter le 100e épisode, Arthur et ses amis font un spectacle pour rendre hommage au 100e anniversaire de leur ville Elwood City avec des célébrités américaines, dont le créateur d'Arthur Marc Brown.
- épisode 111 : Cet épisode spécial Le voyage à New York est un pilote d'une série spin-off centrée sur Buster Baxter qui va filmer pour la première fois avec son caméscope la ville de New York. La série qui naîtra de cet épisode spécial sera nommée Postcards from Buster (en), où Buster filmera des endroits du monde entier. Cette série a été diffusée de 2004 à 2012 aux États-Unis.

## Production

### Origines
Cette série est tirée des livres Les Aventures d'Arthur de Marc Brown qui raconte l'histoire d'Arthur, ce petit garçon moitié animal, moitié humain. Arthur est né un soir où Marc Brown devait raconter une histoire à son fils pour qu'il s'endorme. Son premier livre Arthur's nose, a été publié en 1976 aux États-Unis. Il a ainsi écrit et illustré plus d'une trentaine de livres développant ainsi l'histoire d'Arthur au fil du temps. Marc Brown s'est inspiré de ses expériences passées, de ses trois enfants et beaucoup de ses personnages reflètent les rencontres qu'il a faites au cours de sa vie[réf. souhaitée]. Il reçoit également les suggestions des élèves des écoles qu'il visite[réf. souhaitée]. Arthur s'est avéré être très populaire auprès du jeune public et cinq millions d'exemplaires se sont vendus entre 1976 et 1995. Puis lorsque la série d'animation Arthur débuta à la télévision en 1996, 45 millions de livres s'écoulèrent jusqu'en 2001[réf. souhaitée]. Enfin, en 2000, la série a été récompensée par le Peabody Awards.

## Personnages
- Si vous ne connaissez pas le sujet, laissez ce bandeau (vous pouvez alors contacter les auteurs).
- Si vous supprimez le contenu mis en cause (vous pouvez préalablement contacter les auteurs),

argumentez précisément cette suppression dans la page de discussion
(un manque de référence n'est pas un argument ; une recherche réelle de référence doit avoir été effectuée, être formellement documentée).

### Famille Read
- David Read : père d'Arthur, Diminou et Kate. Il est le mari de Jane Read. Il a deux sœurs nommée Loretta et Minnie et un frère nommé Sean. Il possède une entreprise de restauration et a transformé le garage en cuisine. Il dispose également d'un véhicule commercial. Beaucoup de ses recettes semblent immangeables à première vue, et Arthur et Diminou refusent souvent d'y goûter, mais parfois ils apprécient vraiment ses plats. Il est montré vêtu d'un chandail blanc avec des touches de bleu et un pantalon kaki, et a parfois un tablier et une toque de chef. David a 40 ans.
- Jane Read : mère d'Arthur, Diminou et Kate. Elle est mariée à David Read. Elle a deux sœurs nommées Jessica et Lucy son frère nommé Fred. C'est une comptable en finances pour Ed Crosswire. Elle a les cheveux bruns broussailleux et porte un pull rose avec une chemise blanche à col et un jean bleu. Jane a 36 ans.
- Arthur Read : Arthur Timothée Read (Arthur Timothy Read en anglais), est un jeune garçon de 8 ans tendre et attachant, il est en troisième année (CE2) à l'école élémentaire de Lakewood dans la classe de M. Ratburn. qui ne rate jamais une occasion de s’amuser, c'est un grand pianiste amateur, il regarde la télé, notamment le Lapin bionique, et il fait du sport. Son meilleur ami est Buster Baxter. Malgré sa politesse, il se dispute parfois avec ses parents. Il est le présentateur principal de la série télévisée d'animation Arthur, il explique en résumé sur la vie du quotidien, comment ça va se passer avant de commencer l'action. Arthur est un oryctérope portant un chandail de coton jaune posé au-dessus d'une chemise blanche, une paire de jeans, et des baskets rouges et blanches et des lunettes rondes entourée d'une monture brune. Arthur a 8 ans et c'est un oryctérope.
- Diminou : sœur d'Arthur, Dominique Fanny Read (Dora Winifred Read en anglais), elle est en maternelle de Lakewood dans la classe de Ms Morgan, dite Diminou, et passe son temps à embêter son frère Arthur, mais elle sait parfois être une petite fille sage. Elle veut surtout faire comme lui mais elle est encore trop petite pour bien des choses. Elle a inventé une amie imaginaire (et invisible), qui s’appelle Nadine, à qui elle parle de temps en temps. Elle a quatre ans au début de la série et aura cinq ans dans un épisode mettant en vedette son anniversaire. Elle est l'enfant du milieu de la famille Read. Elle est encore en maternelle et aime regarder des émissions de télévision pour enfants (Marie Meuh-Meuh en particulier). Elle est également connue pour ses nombreuses obsessions éphémères et ses colères si ses souhaits ne sont pas exaucés. Beaucoup d'épisodes de la série tournent autour de tensions entre Diminou et son frère, car elle aime lui attirer des ennuis. Comme le reste de sa famille, Diminou est un oryctérope anthropomorphe. Ses cheveux bruns et la forme de celle-ci proviennent de sa mère Jane. Elle a les cheveux bruns courts. Elle porte un T-shirt blanc à manches longues et une petite robe rose avec des chaussures bleu-vert. Diminou a également beaucoup d'autres tenues : ses pyjamas rose, son maillot de bain rouge à froufrous, sa robe à pois (habituellement portée pour les grandes occasions), sa tenue de gymnastique. Dans certains des livres, elle portait une salopette rose. Diminou a 5 ans.
- Kate : bébé de la famille Read. Sa meilleure amie est Mei-Lin, la petite sœur chinoise de Binky. Kate réussit à comprendre ce que disent les animaux ainsi que les grandes personnes. Elle aime jouer dans son bac à sable et montre une intelligence remarquable pour son âge, bien que n'étant pas en mesure de communiquer avec des personnes plus âgées qu'elle. Kate a 1 an. Elle peut également voir et parler à l'amie imaginaire de Diminou, Nadine.
- Grand-Mère Laura Read : mère de David, Loretta, Minnie et Sean et grand-mère d'Arthur, Diminou, et Kate. Elle se révèle être très gentille et compréhensive, mais c'est aussi une très mauvaise cuisinière dans l'épisode Les Biscuits mi-cuits. Elle aime jouer au bingo. Elle est chroniqueuse. Laura avait trois frères, qui n'apparaissent pas dans la série. Il est révélé dans Le neuf avril qu'elle a eu un accident de voiture, d'où elle est sortie indemne, quand David avait 8 ans. Grand-mère Laura est inspirée de la propre grand-mère de Marc Brown, qui l'a encouragé à suivre sa vocation en sauvant ses dessins d'enfant dans un fond de tiroir. Laura à 62 ans.
- Grand-Père Octave Dave : père de Jane, Jessica, Lucy et Fred et grand-père d'Arthur, Diminou et Kate, il vit dans la ferme familiale. Il est atteint de la maladie d'Alzheimer. Il a 68 ans.

### Les amis d'Arthur
- Buster Baxter : meilleur ami d'Arthur. Il adore raconter des blagues, mange toujours et est fan, comme Arthur, du Lapin Bionique. Il agit parfois comme un détective, lorsqu'il y a des problèmes. Il vit avec sa mère, Bitzi, et voit rarement son père. Ses parents sont divorcés pour une raison inconnue. Il est vêtu d'un pull bleu verdâtre avec un col de couleur saumon, des jeans et des baskets rouges et blanches comme Arthur. Il aime regarder la télévision, lire des livres de science-fiction et de blagues, les jeux vidéo, il joue du tuba, et surtout, il aime manger. Cependant, il montre parfois un désintérêt pour le travail scolaire, et ses notes sont généralement décevantes. Il a huit ans. Il est très superstitieux à certains moments, est obsédé par les étrangers.
- Francine Frensky : garçon manqué, elle ne porte jamais de robe (sauf une fois pour la photo de classe) mais elle est championne au baseball, et à bien d'autres sports d'équipe. En musique, elle aime faire les percussions et le chant. Sa franchise peut parfois lui attirer des problèmes, notamment relationnels. Francine et sa famille sont de religion juive. Elle est la meilleure amie de Molly Crosswire. Arthur et elle sont de bons amis, mais ils se disputent de temps en temps, mais ils finissent toujours par se réconcilier. Elle est représentée avec un pull rouge à manches longues, un jean bleu et une barrette de chaque côté de ses cheveux. Elle a huit ans.
- Molly Crosswire : meilleure amie de Francine, malgré leurs nombreuses différences. Elle a huit ans. Elle est la plus riche fille à l'école, et elle est généralement montrée comme la définition même de l'expression Gosse de riche. Elle a tendance à être extrêmement égocentrique, et comme Francine, son comportement lui cause parfois des soucis au niveau relationnel. Elle essaie aussi d'impressionner ses amis avec la richesse de son père. Elle est généralement représentée vêtue d'un chemisier blanc avec une robe violette et deux arcs correspondant à resserrer ses tresses. Molly est une enfant gâtée, qui ne sait vivre que dans le luxe.
- Lumière Powers : surnom que ses camarades qui ont donné. Il s'exprime souvent avec des mots compliqués. Tout, d'après lui, peut être expliqué par la science. Il a neuf ans. Il excelle aussi bien dans les matières intellectuelles que sportives. Il est également doté de manières douces : c'est sans doute le personnage le plus poli et humble dans la série. Il aide ses parents à tenir leur salon de crème glacée. Ses amis ont une grande confiance en lui et lui demandent de l'aide dès qu'ils se retrouvent face à un problème intellectuel, et même Diminou est admirative devant lui, n'hésitant pas à faire comprendre à Arthur qu'elle préférerait avoir Lumière comme grand frère. Il est originaire du Sénégal. Il est obsédé par la réussite et aime écouter des disques de blues. Il porte une chemise de couleur crème boutonnée à manches longues sous un pull en laine gris et un pantalon vert olive.
- Suzie Armstrong : élève de l'école d'Arthur. Son père est un diplomate, ce qui fait que sa famille a vécu un peu partout dans le monde. Elle s'intéresse à la culture mondiale, et elle est habile dans les arts martiaux, pratiquant le Taekwondo. Elle joue du saxophone. Elle peut siffler, et si elle est enfant unique, reste en contact avec son beau-frère, comme ami de l'autre côté du monde. Elle est représentée avec un gilet crème et une robe turquoise avec des cheveux orange bouclés rassemblés en deux queues de cheval. Elle est hyperactive, courageuse (elle est la première personne à défier Binky Barnes, ce qui déclenchera chez lui une prise de conscience de sa propre faiblesse), elle aime la nature, et elle est très tolérante, honnête et créative. Elle est une conteuse incroyable et est très ouverte d'esprit. Elle est également très agréable à vivre et est une adepte du système D, se tirant très facilement de ses problèmes. Elle est très mature pour son âge, et dotée d'un véritable don artistique. Elle a huit ans.
- Nelie MacDonald : membre de la bande de Binky Barnes. C'est un lapin blanc. Nelie a des cheveux marrons qui recouvrent entièrement les yeux (ils peuvent être brièvement vus dans plusieurs épisodes), ce qui lui donne un air rebelle. Elle a un jeune frère du nom de James MacDonald qui est dans la classe de maternelle de Diminou. Elle se lie finalement d'amitié avec Diminou et Arthur, mais Arthur comme Nelie décident de garder cette amitié secrète. Elle a neuf ans.
- George Lundgren : camarade d'Arthur. Comme Flo, il est très timide et calme, mais très agréable et plutôt doué. Il a huit ans. Dans les premières saisons, il était un personnage comique, souvent victime de Binky. On découvre qu'il est dyslexique dans Le garçon qui a la tête dans les nuages. Il est également bien connu dans sa classe comme un ventriloque, se produisant avec sa marionnette, Wally la girafe, avec qui il discute généralement de ses problèmes à l'école. Il est souvent isolé en classe à cause de ses récurrents saignements du nez, ce qui dégoûte tout le monde. Il est d'origine suédoise. Son nom de famille était Nordgren jusqu'à la saison 11 quand il a été changé en Lundgren. George est vêtu d'une chemise orange et un pantalon kaki. Il est calme et un peu timide. Il se révèle être un personnage très aimable comme il est prêt à aider ses amis.
- Flo Walters : camarade de classe d'Arthur. Elle aime lire de la poésie et des romans policiers ou d'horreur (en particulier Sherlock Holmes et Frankenstein). Sa mère cherche constamment à la faire devenir plus extravertie. Même Flo se préoccupe parfois car elle se trouve « trop faible ». Elle est connue pour ses récits réalistes et elle est une détective amateure (une fois en concurrence avec Buster dans Vive Binky). Elle porte habituellement un chemisier violet à manches longues avec collet jaune et poignets, pantalons jaunes, et un ruban rouge sur la tête. Bien que Flo était très timide au début de la série, elle devient plus sociale au fil des saisons, et devient une proche de Arthur et de ses camarades de classe. Elle est bien connue comme une conteuse talentueuse et réaliste. Elle a huit ou neuf ans.
- Prunelle Deegan : elle a dix ans et est d'une classe supérieure à celle d'Arthur, et par conséquent est un peu snob et condescendant envers les plus jeunes. Elle se vante d'être forte dans les compétitions. Elle s'intéresse au yoga, la divination, et les phénomènes paranormaux. Elle aime Henry Skreever, la parodie de la série des Harry Potter. Elle porte une robe bleue avec un col blanc et un arc pourpre dans ses cheveux. Elle assez intelligente, superstitieuse, et un peu égoïste. Parfois, elle peut être un snob, car elle est persuadée de valoir bien mieux que tout son entourage.
- Alberto Molina : fils de la famille Molina. Un garçon de 13 ans qui a 10 ans de plus que sa sœur. C'est le voisin d'Arthur. C'est un chat brun foncé. Il pratique le kendo pendant son temps libre, et aime lire El Conejo Bionico, la version espagnole du lapin bionique. Pendant toute la saison 14, son ballon de football, perdu par Francine, fait un voyage dans le monde entier, et peut être repéré car il apparaît dans chaque épisode.

### Les amis de Diminou
- Tommy et Timmy Tibble : Leurs vrais prénoms sont Timothy et Thomas. Ce sont des jumeaux de l'âge de Diminou, donc âgés de quatre ans, qui ont l'habitude de contrarier Arthur, Diminou, et surtout tout le monde, avec leurs bouffonneries ennuyeuses, leurs crimes et leurs brimades. Malgré cela, ce sont des jumeaux capables de douceur et de gentillesse. Tommy porte une écharpe rouge et Timmy porte une écharpe bleue. Ils regrettent généralement certaines de leurs erreurs. Les jumeaux ont commis beaucoup de crimes et d'intimidation à la maternelle.
- Émilie : meilleure amie et camarade de classe de Diminou. Contrairement à cette dernière, Émilie n'est pas autoritaire ou grossière, mais au contraire, est plus polie et aimable, même si parfois un peu malhonnête. Elle a d'abord rencontré Diminou dans un cours de gymnastique, et plus tard est devenu un personnage régulier de la série. Elle est riche et perfectionniste. Elle surpasse souvent Diminou dans de nombreuses activités, et Diminou tente souvent en vain de la surpasser. Elle vient peut-être de France. Émilie a d'abord été considérée comme un lapin blanc avec des cheveux blonds courts et une robe rose à fleurs rose dans l'épisode Diminou chasseuse. Dans la sixième saison, son apparence évolue : ses cheveux deviennent beaucoup plus longs et sa robe passe de rose à bleue. Émilie est un croisement entre le lapin et le singe ; c'est le seul personnage trans-espèces de la série à ce jour, même si aucun personnage n'y fait réellement attention.
- James MacDonald : jeune frère de Nelie, âgé de quatre ans. Il est dans la classe de Mme Morgan à la garderie, et est assez timide. Il est parfois gêné par Diminou. Dans un épisode, Diminou tente de l'embrasser, pensant que cela ferait d'elle une princesse. Peut-être a-t-il le béguin pour Diminou, mais ce n'est pas certain.
- Vicita Molina : fille de la famille Molina. Sœur cadette de Alberto Molina qui a emménagé après le départ de M. Sipple. Elle joue souvent avec Diminou et les Tibbles. Sa famille est originaire de l'Équateur.
- Nadine : amie imaginaire de Diminou, aussi gentille qu'un ange. C'est la conscience de Diminou (un peu comme Jiminy Cricket dans Pinochio), et apparaît généralement lorsque Diminou se sent coupable, effrayée ou en colère. Elle a 5 ans. Les deux filles sont conscientes du fait que Nadine n'existe pas, puisque seule Diminou la voit (également les bébés, et d'autres amis imaginaires comme ceux des jumeaux Tibble et de Vicita). Elle est d'un gris d'écureuil. Elle a de longs cheveux blonds platine style exotique en trois tresses et petites dents proéminentes. Elle peut créer des objets imaginaires et ils peuvent apparaître et disparaître par magie.

### Les personnels des écoles
- Nigel Ratburn : enseignant d'Arthur, Buster, Francine, Molly, Binky, Lumière et Suzie, qui aime véritablement l'enseignement et veut s'assurer que ses élèves sont bien préparés pour l'avenir. Ses passions sont les devoirs, à tel point qu'il donne parfois des centaines de problèmes de mathématiques à faire pour ses élèves. Il est également un spécialiste des tours de magie et de la réparation de jouets, comme les marionnettes ou les poupées. Il est aussi un passionné de musique, mais est totalement incompétent devant un ordinateur. C'est un fanatique de l'émission Spooky-Poo! (parodie de Scooby-Doo!). Il est généralement plutôt jovial, mais peut être sévère quand il s'agit du respect du règlement et des devoirs scolaires. Il aime les desserts. Son personnage est inspiré de l'un des professeurs de Marc Brown quand il était en primaire.
- Mme Morgan : enseignante de Diminou, Émilie, James MacDonald et Tommy et Timmy. Elle est dans de nombreux épisodes différents qui ont à voir avec Diminou, Émilie, James MacDonald et Tommy et Timmy Tibble ; ou ses camarades de classe à la maternelle. Elle est également entraîneur de gymnastique pour le gymnase de Diminou, et ses autres camarades de classe y assistent. Mme Morgan a une couleur de cheveux brun rouille. Son teint est un hâle clair. Elle porte généralement un sweat-shirt blanc, un jean bleu foncé et des chaussures blanches.
- Herbert Haney : directeur de l'école. Il est très sympathique mais assez distrait. Il est, comme George, dyslexique. Il semble aussi souffrir de malchance : il arrive des malheurs partout où il passe. Un gag récurrent dans la série est lorsqu'un objet lui tombe sur la tête, le plus souvent involontairement causée par un autre personnage. En outre, chaque fois qu'il utilise le système de sonorisation ou un microphone, ces objets ne marchent pas. En plus d'être directeur, il est le MC de la plupart des événements communautaires. Son nom a été changé pour Francis Haney depuis Nicked by a Name.
- M. Marco : enseignant, il apparait régulièrement au cours de la série, mais c'était dans des flashbacks sur Arthur. C'est un oryctérope, tout comme Arthur. Il est intraitable lorsqu'il soupçonne quelqu'un de fraude.
- John Morris : C'était un ancien concierge de l'école de Lakewood. Il a déménagé à Roswell (Nouveau-Mexique) pour vivre avec sa fille après s'être cassé une jambe lors de l'incendie de Lakewood dans Neuf avril, et apparait dans la série Postcards from Buster dans l'épisode Alien adventure. Même s'il a déménagé, il a été vu plusieurs fois après l'épisode Neuf avril.
- Leah Margaret : dame de la cantine de l'école primaire. Elle est pleine de sagesse. Elle porte souvent une chemise rose et un pantalon blanc. Elle, comme Prunella, un peu voyante. Dans Madame Margaret a un cancer, Mme Margaret a été diagnostiqué comme atteinte du cancer. Elle continue tout de même à travailler à Lakewood donc on peut supposer qu'elle se remet de sa maladie. Dans le même épisode, son nom a été changé en Leah Margaret (ce qui est un hommage à Leah Ryan, une scénariste atteinte d'un cancer qui a coécrit l'épisode, et qui en est morte peu de temps avant de terminer le script). Elle perd les cheveux pendant sa chimiothérapie, mais ils repoussent dans l'épisode Prunelle et le casier hanté.

### La famille Barnes
- Binky Barnes : gros bras des camarades d'Arthur. Il préfère se faire passer pour quelqu'un d'idiot et garder sa position pour effrayer les autres, plutôt que de montrer ouvertement sa gentillesse. Il a neuf ans, mais est bien plus imposant physiquement que ses condisciples. Il se montre à l'origine comme un tyran, qui nourrit secrètement des sentiments sensibles et bienveillants, et finit par avouer à Arthur qu'il ne s'est jamais battu (ce dernier était étonné qu'il hésite tant à se battre contre Suzie Armstrong, pourtant bien plus petite que lui), ayant souvent menacé mais n'étant jamais passé à l'acte. Il est doté d'un véritable talent artistique notamment à la clarinette et à la danse, mais il le cache par honte. Il était le chef d'une bande tyrannique, connue sous le nom des clients difficiles, qui au cours des saisons suivantes feront de réels efforts pour s'améliorer. Il est maintenant l'un des meilleurs amis d'Arthur, mais agit toujours sans réfléchir par certains moments. Dans l'épisode Binky fait une allergie, on découvre qu'il est allergique aux araignées (bien que cela soit incompatible avec certains épisodes plus tard, où il mange des araignées sans aucune réaction). Récemment, sa famille a adopté une fillette de 1 an nommée Mei-Lin, originaire de Chine. Binky porte habituellement une chemise orange à col, pantalon bleu, occasionnels et une ceinture bleu clair.
- Mei-Lin Barnes : sœur adoptive de Binky et la meilleure amie de Kate. Elle a 1 an et est originaire de Chine. Elle et son frère sont très proches.

### La famille Molina
- Ramon Molina : nouveau voisin équatorien, qui habite dans l'ancienne maison de M. Sipple avec sa famille. Il dirige un restaurant de cuisine équatorienne. Ramon a 40 ans.
- Mrs. Molina : épouse de Ramon Molina, et la mère de Vicita et Alberto. Dans Fou de danse, elle a enseigné des cours de danse pour enfants. Mme Molina a 33 ans.

### Personnages secondaires
- Adil : neuf ans, c'est un turc qui a été présenté dans Cher Adil. Lui et Arthur ont beaucoup en commun. C'est une gerbille brun foncé. Adil a une sœur plus jeune et assez ennuyeuse, Aisheh, qui aime la version turque de Marie Meuh-Meuh (Arthur est devenu très en colère quand Adil et Aïsheh ont envoyé à Diminou la version turque de Marie Meuh-Meuh) et il a un meilleur ami nommé Andhur qui a une mentalité identique à celle de Buster. Son père est propriétaire d'une épicerie.
- Paige Turner : bibliothécaire calme, amicale, mais stricte. Sa couleur de cheveux change à chaque saison. Elle avait à l'origine un teint brun quand elle est apparue dans Le Véritable Mr. Ratburn, mais il a été changé en blanc dans toutes ses apparitions suivantes. C'est un lapin.
- Jenna Morgan : C'est une fille qui n'a fait que peu d'apparitions. Elle est l'une des camarades de classe d'Arthur. Elle a huit ans, joue au badminton, aide l'entraîneur de football, a reçu le trophée de l'athlète de l'année par Michelle Kwan. On découvre qu'elle souffre d'énurésie nocturne, mais finit par en guérir. Jenna porte une robe rose avec des boutons jaunes. Elle déteste sentir l'attention centrée sur elle. Elle est aussi allergique au lait.
- Lapin Bionic : C'est un super-héros de la télévision inspiré de Superman
- Lapin de l'ombre : un super-héros noir et sombre de la télévision inspiré de Batman

### Les animaux
- Pal : petit chien de la famille Read, qu'Arthur adore. Diminou fait souvent référence à lui comme le chien fou d'Arthur. Quand il était chiot, il était facilement excité et faisant du désordre, mais Arthur a fini par réussir à le dresser. Il peut parler, mais uniquement avec Kate et les autres animaux. Quand il parle, il parle correctement avec un accent anglais.
- Killer : chienne de la grand-mère Laura Read. Un chien errant qui a été adopté par Laura. On ignore qui était son précédent propriétaire. Pal et Amigo avait autrefois peur d'elle à cause de ses morsures, mais elle acquit meilleure réputation sauvée en sauvant Nemo.
- Nemo : chat de Francine, pire ennemi de Pal au début, puis finalement ami, avant de redevenir ennemi pour une raison inconnue. Avant de s'appeler Nemo, il a été appelé pétale de rose, par Catherine Frensky, la sœur aînée de Francine.
- Amigo : gros chien de la famille de Molly. Il apparaît d'abord dans l'épisode Arthur et Los Vecinos. Diminou a peur de lui au début, mais elle finit par s'y attacher. Comme Pal, Amigo est capable de parler dans quelques épisodes.

### Lieux
Elwood City
Il s'agit de la ville où habitent Arthur et son entourage. Elle a été fondée en 1903 par Jacob Katzenallenbogan. La région métropolitaine abrite un certain nombre d'entreprises, qui garantissent une certaine stabilité économique à cette ville de 79 567 habitants.
La ville devait s'appeler Elmwood, mais le nom fut mal orthographié et finalement conservé. Le président américain Theodore Roosevelt était présent lors de la fondation et a même prononcé un discours. Il est prouvé que, en 1885, le Buffalo Bill Wild West Show, mettant en vedette de Buffalo Bill et Sitting Bull serait passé par Elwood city pendant une tournée.
Crown City
C'est une parodie de New York que l'on voit dans 2 épisodes, Molly dans les villes et Le Voyage à New York.

### Personnalités invitées
De nombreuses personnalités ont prêté leur voix à leur « représentation » animale parmi lesquelles :
- Marc Brown : créateur des Aventures d'Arthur.
- Fred Rogers : présentateur de l'émission pour enfant Mister Rogers' Neighborhood ; il a lui-même présenté l'émission de 1968 à 2001, soit pendant 33 ans. On l'appelle aussi Mister Rogers dans Arthur comme dans l'émission de télévision.
- Lance Armstrong : coureur cycliste ayant gagné 7 fois le Tour de France de 1999 à 2005. Convaincu de dopage, il a été disqualifié à vie de toutes ses victoires en 2012 par l'union cycliste internationale.
- Yo-Yo Ma et Joshua Redman : violoncelliste et saxophoniste.
- Jack Prelutsky : écrivain de poésie pour enfants, il fait sa toute première apparition en tant que célébrité dans Arthur.
- Alex Trebek : animateur du jeu télévisé Jeopardy!.
- Matt Damon : acteur, scénariste et producteur de cinéma américain.
- Arthur Garfunkel : chanteur américain.
- Arthur Ganson : sculpteur cinétique.
- Michelle Kwan : patineuse artistique.
- Ming Tsai (en) : chef cuisinier chinois, connu pour son émission de télévision Simply Ming (en).
- Frank Gehry : architecte américano-canadien, considéré au début du XXIe siècle comme un des plus importants architectes vivants.
- Tom Magliozzi et Ray Magliozzi : animateurs de radio connus sous les noms de Car Talk, Click et Clack et The Tappet Brothers.
- Mike Timlin, Edgar Rentería, Johnny Damon : joueurs de baseball américains.
- Joan Rivers : actrice américaine.
- Philip Seymour Hoffman : acteur et réalisateur américain.
- Rod Gilfry : artiste lyrique américain.
- Taj Mahal, Michael Jackson et Koko Taylor : musicien et chanteuse de blues américain.
- Larry King : animateur de radio.
- Bill Clinton : ancien président des États-Unis.
- John Lewis : congressman.

## Diffusion

### Aux États-Unis
Arthur est devenu l'un des séries les mieux classées sur PBS Kids GO ! pendant plusieurs années. Elle rassemble en moyenne près de 10 millions de téléspectateurs chaque semaine aux États-Unis. Arthur est diffusé dans le monde entier (83 pays). C'est la plus longue série animée pour enfants aux États-Unis, et la deuxième plus longue série animée aux États-Unis, derrière Les Simpson.
Il a aussi été créé une série dérivée, centrée sur Buster qui incarne le personnage principal de la série Postcards from Buster (2004-2012). Un téléfilm Le Noël parfait d'Arthur (2000), un autre, Arthur, It's Only Rock 'N' Roll (2002) c'est le seul téléfilm d'animation jamais diffusé a la télévision, ni la sortie du DVD en France, et un téléfilm en 3D, La mystérieuse disparition de Pal le chien (2006), ont également été créés.

### Diffusion en France
Il sera diffusé partiellement les épisodes de la première saison furent diffusés du 11 janvier 1997 au 5 avril 1997 sur France 2 dans La Planète de Donkey Kong, puis la série fut déprogrammée. Elle reprit deux ans plus tard avec la diffusion du 6 septembre 1999 au 29 mars 2002 des saisons 1 à 5 (85 épisodes) sur France 3 dans Les Minikeums. France 5 rediffusa la série entre le 6 septembre 2004 et le 22 mai 2009 dans Debout les Zouzous et Midi les Zouzous.
Sur Canal J ont été diffusés les 65 épisodes des 3 premières saisons, du 6 septembre 1999 au 29 juin 2001. Après un an d'interruption, la série est régulièrement rediffusée par câble et satellite sur TiJi de 2002 à 2008 et qui diffuse les saisons 6 à 13 de 2008 à 2009. Le 31 août 2009, après le 175e épisode, la série disparaît de la télévision française et n'a plus été diffusée depuis.
Le téléfilm Le Noël parfait d'Arthur a été diffusé en 2 parties les 20 et 21 décembre 2001 sur France 3. Un téléfilm d'animation en 3D La Mystérieuse Disparition de Pal le chien a été diffusé à partir du 25 décembre 2007 sur Gulli.

## Distinctions
Arthur détient le record du meilleur programme d'animation avec 11 nominations et 4 récompenses aux Daytime Emmy Awards.
- Daytime Emmy Awards 1998 : meilleure série d'animation télévisée pour enfants
- Daytime Emmy Awards 1999 : meilleure série d'animation télévisée pour enfants
- Peabody Awards 2000 : meilleure série d'animation télévisée internationale
- Daytime Emmy Awards 2001 : meilleure série d'animation télévisée pour enfants
- Daytime Emmy Awards 2007 : meilleure série d'animation télévisée pour enfants

## Produits dérivés

### DVD
La série fut éditée en DVD chez UFG Junior puis chez Kappa Editions.
| Nb. d'épisodes ou genre | Titre                   | Date de sortie    |
| ----------------------- | ----------------------- | ----------------- |
| 7                       | Arthur à l'école        | 25 février 2003   |
| 7                       | Le Bébé d'Arthur        | 21 mai 2002       |
| 5                       | Le Petit Chien d'Arthur | 28 février 2012   |
| 5                       | L'Anniversaire d'Arthur | 28 février 2012   |
| 4                       | Vive les vacances !     | 28 septembre 2004 |
| 4                       | Arthur et ses amis      | 27 janvier 2004   |

| Titre du Téléfilm                | Date de sortie   |
| -------------------------------- | ---------------- |
| Le Parfait Noël d'Arthur         | 27 novembre 2001 |
| Arthur : À la recherche de Pal ! | 10 janvier 2008  |

### VHS
La série fut éditée en VHS chez Warner Home Vidéo et chez Universal Pictures Vidéo.
| Nb. d'épisodes ou genre | Titre                   | Date de sortie   |
| ----------------------- | ----------------------- | ---------------- |
| 4                       | Arthur et les animaux   | 14 juin 2001     |
| 4                       | Le petit chien d'arthur | 14 juin 2001     |
| 4                       | L'anniversaire d'arthur | 27 novembre 2001 |
| 4                       | Les aventures d'Arthur  | 15 novembre 1999 |
| 4                       | Le Bébé D'Arthur        | 21 mai 2002      |

| Titre du Téléfilm        | Date de sortie   |
| ------------------------ | ---------------- |
| Le Parfait Noël d'Arthur | 27 novembre 2001 |

### Livres
La collection Les Aventures d'Arthur de Marc Brown est sortie en France depuis le 4 mars 1997.

#### Édition Épigones
- Arthur Magicien
- Le Bébé d'Arthur
- Arthur a la varicelle
- Arthur et les Extraterrestres
- Arthur a des lunettes
- La Dent d'Arthur
- Arthur fête Halloween
- Arthur et le Père Noël
- Arthur part en vacances
- Arthur garde vos animaux
- Arthur et la Tricheuse
- Arthur baby-sitter
- Arthur champion de dictée
- Arthur et la Folie de l'ordinateur

#### Édition Mango Jeunesse
- Arthur : Alerte à l'ordinateur !
- Arthur : Vive les vacances !
- Arthur : Sacré Halloween !
- Arthur : Joyeux Noël !

### Jeux Éducatifs
En 2000, un jeu nommé Arthur's Absolutely Fun Day (Le Jour Amusant d'Arthur en France) sur Game Boy Color.
- 2000 : Les Aventures d'Arthur Maternelle Grande Section : La cabane d'Arthur
- 2000 : Les Aventures d'Arthur : À la découverte de la nature (Arthur's Wilderness Rescue)
- 2000 : Les Aventures d'Arthur Cours Préparatoire : Le Défi d'Arthur (Arthur's 1st Grade)
- 2001 : Les Aventures d'Arthur CE1 : Une journée extraordinaire (Arthur's 2d Grade)

## Autour de la série
- Elwood City a presque le même nom que Ellwood City (Pennsylvanie), et ressemble fort à la région de Boston.
- L'épisode Le Record du monde est inspiré par l'ancien record du monde de la plus grande pizza qui a été battu à Orléans en France le 15 juin 1997 (près de 4 mois après la diffusion de la série sur France 2) et qui est entré par le Livre Guinness des records.
- Beauty et Pro Music sont des magasins fictifs qui sont présents dans tout Elwood City.
- Ironiquement dans un épisode, des symboles Illuminati apparaissent de temps en temps dans le décor[2].
- La musique No No Bus, qu'apprécie énormément Diminou, est inspirée de la série animation Le Bus magique.
- Lumière dans le 54e épisode et Francine dans le 147e remplacent Arthur au début du générique, ainsi que Buster dans le 54e épisode à la fin du générique.
- Le Elwood City Times est une référence au célèbre journal, le New York Times.
- La 22e saison, diffusée au printemps 2019, s'ouvre sous le thème d'un mariage gay[3]. Cet épisode a été banni par l'Alabama Public Television (en), membre du réseau PBS[4]. Ce diffuseur a aussi banni un épisode de 2005 de la série dérivée, Postcards from Buster (en), montrant une enfant ayant deux mères.

## Liste des parodies
- South Park
- Beavis et Butt-Head
- Scooby-Doo
- Docteur Katz
- Le Laboratoire de Dexter
- WWE
- Indiana Jones
- James Bond
- Les Aventures de Tintin
- Les Oiseaux
- Les Soprano
- That '70s Show
- The Jerry Springer Show
- The Oprah Winfrey Show
- New York, police judiciaire
- Antiques Roadshow
- Mystery! (en)
- La Quatrième Dimension
- La Cinquième Dimension
- La Treizième Dimension
- Macbeth
- Les Chevaliers de la Table ronde
- Excalibur
- Charlie Rose
- Milli Vanilli
- Les Razmoket
- Les Télétubbies
- Star Wars

## Production
- Cookie Jar Entertainment Co Ltd
- WGBH Boston